# Dasanakodige, Tirthahalli
Dasanakodige là một làng thuộc tehsil Tirthahalli, huyện Shimoga, bang Karnataka, Ấn Độ.